# Ivan Meštrović

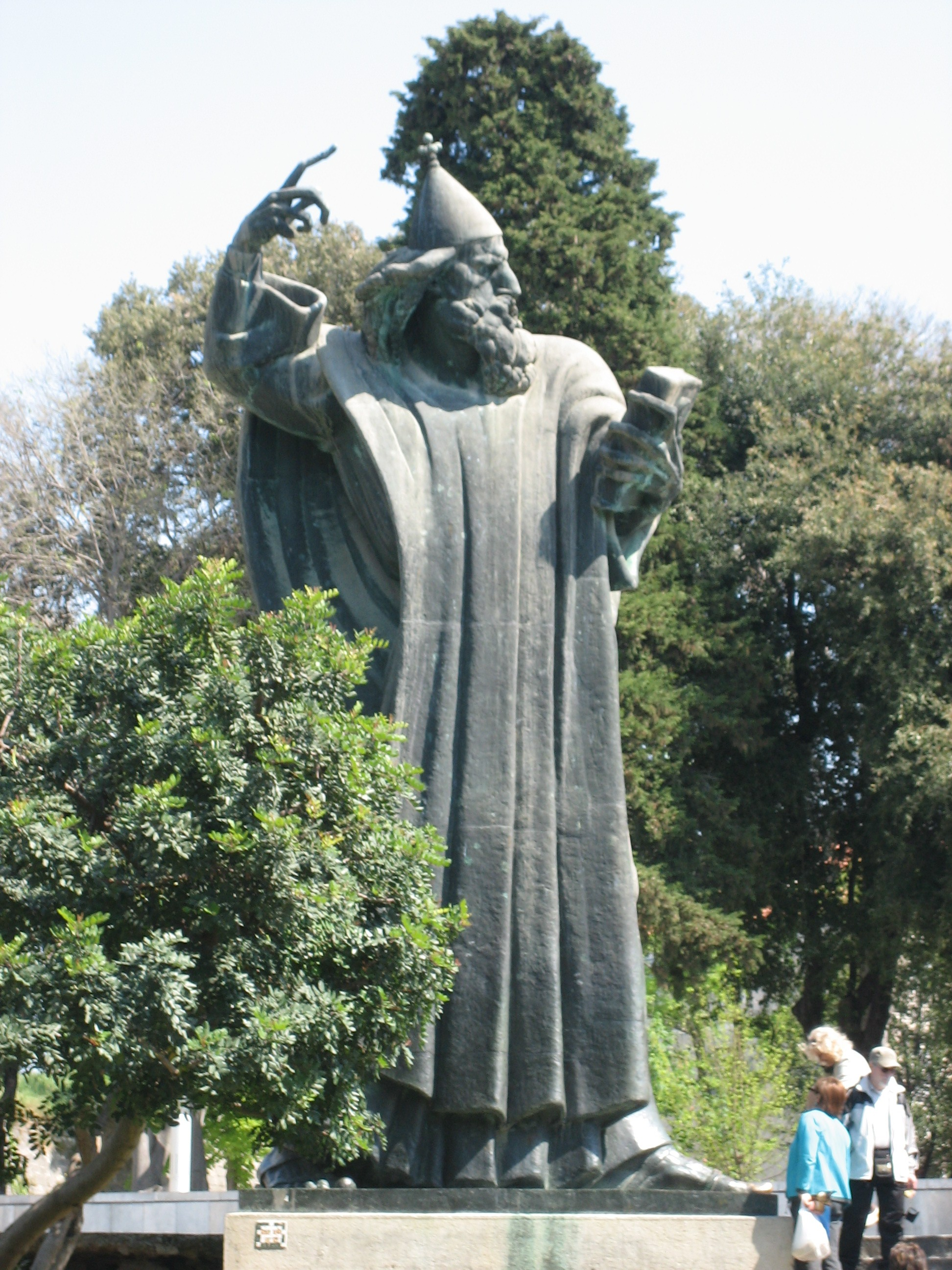
Escultura de Iván Mestrovic

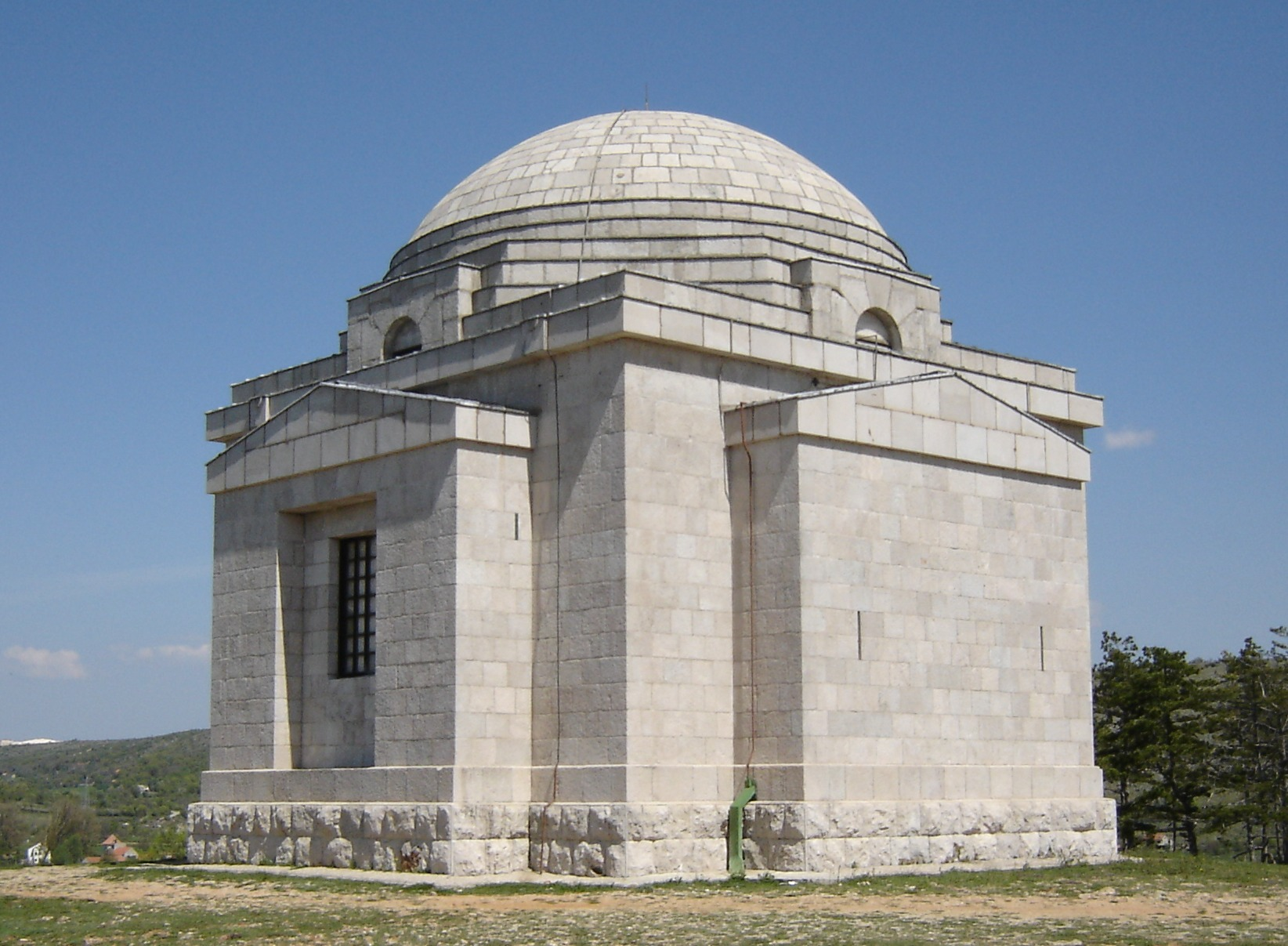
Mausoleo de Iván Mestrovic

Ivan Meštrović (desculpaⓘ) (Vrpolje, 15 de agosto de 1883 – South Bend, Indiana, 16 de janeiro de 1962 (78 anos)) foi um escultor croata, que se naturalizou norte-americano. É considerado um dos mais importantes escultores religiosos desde do Renascimento.
Foi primeiro artista a ter uma exposição individual no Metropolitan Museum of Art em Nova Iorque.
Mestrovic tornou-se cidadão americano em 1954 - numa cerimónia a que assistiu o então presidente Eisenhower - oito anos depois de preferir o exílio nos Estados Unidos à bajulação oficial como artista de serviço na Jugoslávia do marechal Tito, tal como nos anos 1930 tinha resistido ao convite de Hitler para mostrar os seus trabalhos monumentais em Berlim.

## Alguns monumentos famosos
Entre os seus trabalhos estão:
- Gregorio de Nin em Split
- Josip Juraj Strossmayer em Zagreb
- Gratitud a France em Belgrado
- Héroe desconocido sobre Avala, Belgrado
- Victor monumento sobre Kalemegdan Fortress en Belgrado
- Svetozar Miletić en Novi Sad
- Nikola Tesla em Belgrado e em Niagara Falls State Park (estátuas completamente idênticas)
- Nikola Tesla em Zagreb
- Historia dos Croatas em frente da Universidade de Zagreb em Zagreb
- Mausoléu de Njegoš sobre Monte Lovćen em Montenegro
- O salto da vida em Zagreb
- Domagoj's Arqueros em Zagreb (Fundação Meštrović)
- The Bowman and the Spearman en Chicago